# Walloon Lake
Pour les articles homonymes, voir Wallon (homonymie).
Le Walloon Lake est un lac glaciaire situé dans le nord de l'État du Michigan aux États-Unis.

## Présentation
Il tirerait son nom d'un groupe de colons wallons qui s'y seraient installés au XIXe siècle. 
Le Walloon Lake donne naissance à la Bear River qui va se jeter dans le lac Michigan.
La ferme d'enfance de Ernest Hemingway, connue sous le nom de Windemere, est située au nord du lac et est encore habitée aujourd'hui par ses neveux.